# Hyakuyojō-Wasserfall
Der Hyakuyojō-Wasserfall (jap. 百四丈滝 Hyakuyojō-taki) ist ein Wasserfall der den Ozo-Fluss in der Präfektur Ishikawa überspannt. Er hat eine Fallhöhe von 90 m und ist etwa 10 m breit.
Der Maruishiya (丸石谷), einer der Nebenflüsse des Ozo, entspringt dem schneebedeckten Tal des Berges Nanakura (七倉山), sammelt das reichlich vorhandene Wasser des Feuchtgebietes und fällt schließlich in einer Höhe von etwa 1800 m als Hyakuyojō-Wasserfall am Ende des Plateaus. Die Morphologie des Wasserfalls ist gerade ohne Zwischenstufen und die Strömungsgeschwindigkeit ist hoch, sodass der Wasserfluss die Felswand erst im Wasserfallbecken berührt.
Im Gebiet gibt es im Winter starken Schneefall, aber aufgrund des reichlich vorhandenen unterirdischen Wassers hört der Zufluss auch mitten im Winter nicht auf. Im Winter gefrieren die Tröpfchen des Wasserfalls, die auf das Becken gefallen sind, und bilden einen riesigen Eiskrug mit einem Durchmesser von 10 m und einer Höhe von 40 m.

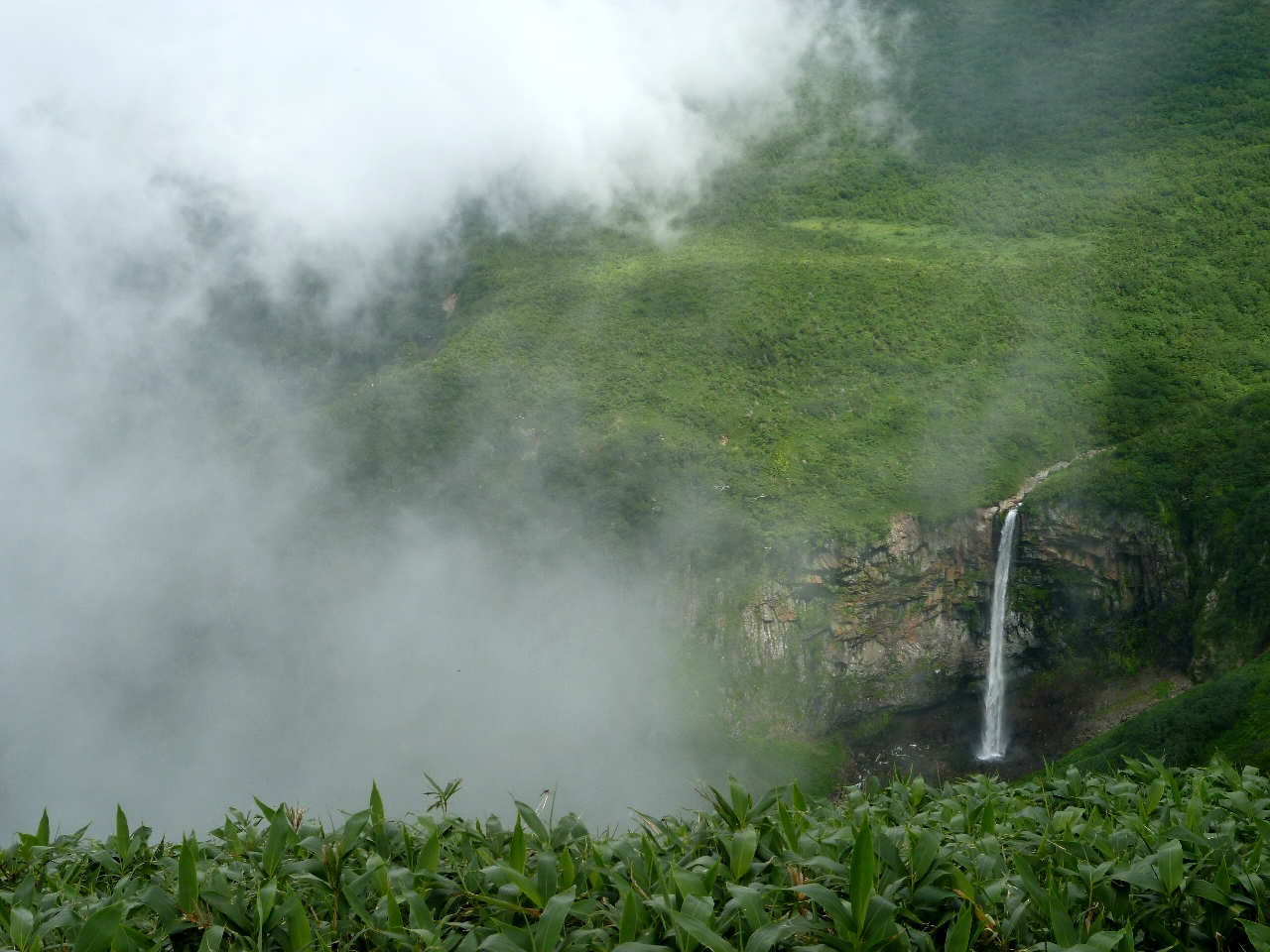
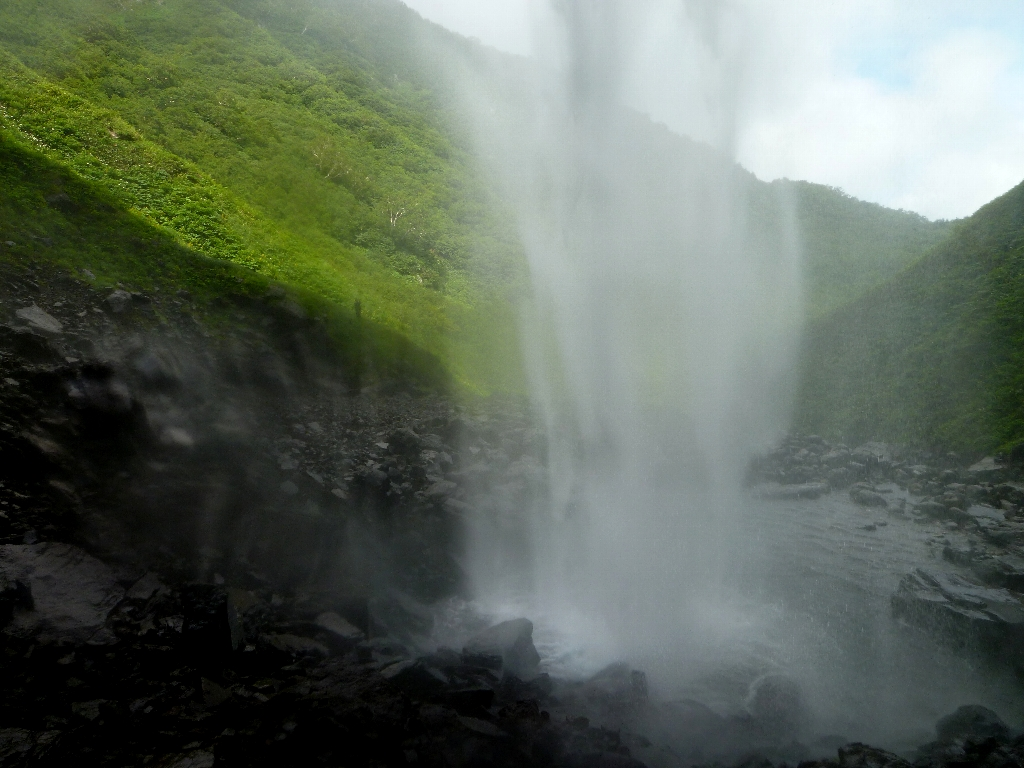